# Fountain Lake
Fountain Lake é uma cidade  localizada no estado americano de Arkansas, no Condado de Garland.

## Demografia
Segundo o censo americano de 2000, a sua população era de 409 habitantes.
Em 2006, foi estimada uma população de 446, um aumento de 37 (9.0%).

## Geografia
De acordo com o United States Census Bureau, a localidade tem uma área de 9,2 km², sem área coberta por água. Fountain Lake localiza-se a aproximadamente 180 m acima do nível do mar.

## Localidades na vizinhança
O diagrama seguinte representa as localidades num raio de 32 km ao redor de Fountain Lake.